# Cassyma undifasciata
Cassyma undifasciata là một loài bướm đêm trong họ Geometridae.